# Eugenia joenssonii
Eugenia joenssonii är en myrtenväxtart som beskrevs av Eberhard Max Leopold Kausel. Eugenia joenssonii ingår i släktet Eugenia och familjen myrtenväxter. Inga underarter finns listade i Catalogue of Life.